# Antonio Dei
Antonio Dei (Colle di Val d'Elsa, 14 gennaio 1917 – Poggibonsi, 7 dicembre 2006) è stato un calciatore italiano, di ruolo difensore.

## Carriera
Cresciuto nella Colligiana, nel 1939-1940 debutta in Serie B con il Siena, con cui disputa quattro campionati cadetti per un totale di 63 presenze.